# إدغار أدولفو هرنانديز
إدغار أدولفو هرنانديز (بالإسبانية: Édgar Adolfo Hernández) هو لاعب كرة قدم مكسيكي في مركز حراسة المرمى، ولد في 27 أغسطس 1982 في رينوسا في المكسيك. لعب مع تيغريس أونال ونادي أمريكا ونادي بويبلا ونادي تشياباس ونادي سان لويس.

## وصلات خارجية
- إدغار أدولفو هرنانديز على موقع قاعدة بيانات كرة القدم.إي يو (الإنجليزية)
- إدغار أدولفو هرنانديز على موقع Soccerway.com (الإنجليزية)
- إدغار أدولفو هرنانديز على موقع AS.com (الإسبانية)